# Lars Holm (ackordeonist)
Lars Holm, född 1943 i Gävle, är en svensk accordeonist, arrangör och pedagog.
Lars Holm är utbildad i Trossingen, Tyskland. Han har undervisat vid Malmö Kulturskola och Musikhögskolan i Malmö samt vid Musikkonservatoriet i Köpenhamn med accordeon som huvudinstrument. 
Musikhögskolan i Malmö skriver om Lars Holm: ”Lars Holm undervisar i accordeon/dragspel, metodik och kammarmusik. Har skrivit många läroböcker & spelhäften. Är flitig musikant i många olika instrumentkombinationer. Till exempel med Gisen Malmquist, Drömorkestern, Duo Petersson&Holm, Chamber Samba (Brasilien och Sverige). Har spelat och undervisat i c:a 20 olika länder.”
Han tilldelades 2000 Albin Hagströms Minnespris av Kungliga Musikaliska Akademien och utsågs 2001 till "Årets Dragspelare". 
Holm har ett flertal gånger spelat dragspel på Mikael Wiehes skivor.